# Rhagio japonicus
Rhagio japonicus är en tvåvingeart som beskrevs av Matsumura 1916. Rhagio japonicus ingår i släktet Rhagio och familjen snäppflugor. Inga underarter finns listade i Catalogue of Life.